# Émile de Marcère
Émile de Marcère, né le 16 mars 1828 à Domfront et mort le 26 avril 1918 à Messei, est un homme politique français.
Représentant en 1871, député de 1871 à 1884, plusieurs fois ministre de l'Intérieur entre 1876 et 1879, il est le dernier sénateur inamovible de la IIIe République. Son action parlementaire, marquée par une vive défense des idées républicaines contre les idées monarchistes, a contribué à affermir les institutions et à décentraliser le pouvoir, en donnant notamment plus de libertés aux conseils généraux et municipaux. Il participa également à la rédaction des lois constitutionnelles de 1875.

## Situation personnelle

### Origines
Fils de Louis Émile Deshayes de Marcère (1791-1828), ancien garde du corps du roi, officier au 8e régiment d'infanterie légère, maire de Banvou (1826-1827), et de Renée Françoise de Neufville,, Émile de Marcère appartient à une vieille famille de Normandie, les des Hayes, maintenue dans l'élection de Rouen, le 13 novembre 1699. Cette famille possédait les fiefs nobles de Bonneval, Gauvinière et Marcère (ou Marçaire). Ses armes sont : De gueules, à la croix d'argent, chargée d'un croissant de sable en cœur et de quatre merlettes de même.

### Formation et carrière professionnelle
Lauréat de la faculté de droit de l'université de Caen, il soutient en 1849 une thèse intitulée Des actes juridiques entre époux. Après avoir été attaché quelque temps au ministère de la Justice, il entre ensuite dans la magistrature sous le Second Empire et devient substitut à Soissons le 12 novembre 1853, puis à Arras le 1er janvier 1856, procureur à Saint-Pol-sur-Ternoise en 1861, président du tribunal d'Avesnes-le-Comte, en 1863, et enfin conseiller à la Cour impériale de Douai en 1865.

## Parcours politique

### Débuts et élection comme député

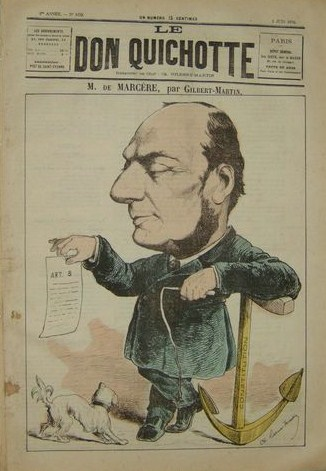
Caricature d'Émile de Marcère par Charles Gilbert-Martin, 1875.

Il fait son entrée en politique en 1871, en publiant au moment des élections législatives une Lettre aux électeurs à l'occasion des élections pour la Constituante de 1871. Élu député du Nord le 8 février 1871, il se rallie à l'idée républicaine et siège au Centre gauche, groupe dont il est l'un des fondateurs, et soutient la politique d'Adolphe Thiers. Il se montre attaché aux idées de décentralisation et au maintien des institutions républicaines, idées qu'il défend dans une brochure intitulée La République et les conservateurs. Entre 1871 et 1875, il prononce de nombreux discours portant notamment sur l'organisation des conseils généraux et les élections municipales. Il attaque très habilement la disposition de prorogation des conseils municipaux dans un projet de loi dont le rapport lui avait été confié et qu'il publie à profusion, aux frais des gauches, dans les départements. Le 27 février 1873, il réaffirme à la tribune de l'Assemblée Nationale une formelle adhésion à la République, en déclarant : « Dans un pays de démocratie et de suffrage universel, la République est seule possible ». Il vote contre le septennat, considéré comme une manœuvre politique visant à faciliter la venue au pouvoir du comte de Paris, contre la loi des maires et contribua en mai 1874 au renversement du cabinet de l'ordre moral du monarchiste Albert de Broglie.

La commission des Trente présidée par Batbie, en mars 1874, réunie dans une des salles du Musée de Versailles, gravure d'Amédée Daudenarde, d'après un dessin de Gustave Janet et un croquis de Jules Pelcoq.

Il vote l'amendement Wallon sur les lois constitutionnelles de 1875 et se retrouve ensuite membre de la commission des Trente, chargée d'élaborer les lois constitutionnelles complémentaires. Le 20 février 1876, il est élu député du centre gauche de la 2e circonscription d'Avesnes. Il indique dans sa profession de foi : « Aujourd’hui, la République est fondée ; il faut la garder. Tout changement serait une cause de révolutions nouvelles et successives. »

### Responsabilités ministérielles

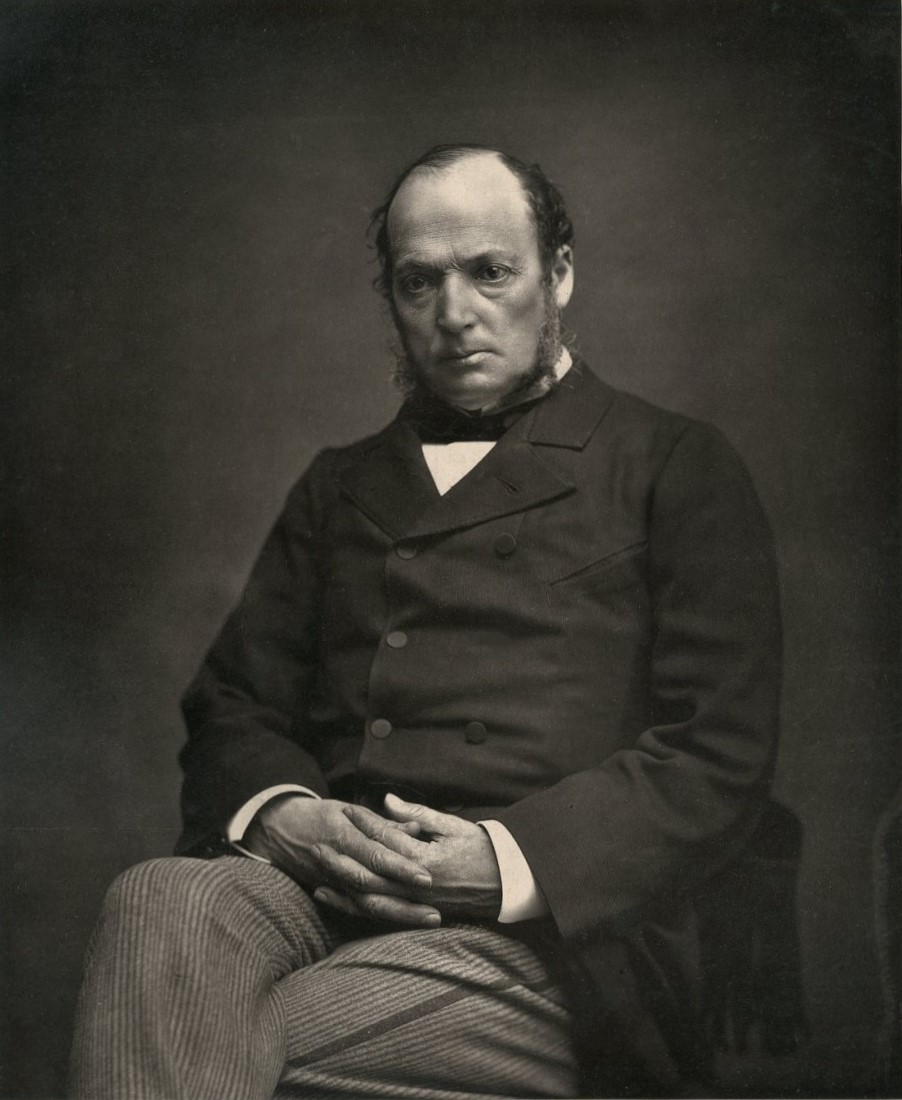
Portrait par Étienne Carjat (1828-1906). Musée d'art moderne et contemporain de Strasbourg.

#### Arrivée au ministère de l'Intérieur et premières mesures
Il entre au gouvernement présidé par Jules Dufaure le 11 mars 1876 comme sous-secrétaire d'État à l'Intérieur puis comme ministre de l'Intérieur (15 mai 1876) à la mort d'Amable Ricard. Il tente alors, malgré les difficultés venues en partie de l'entourage du maréchal de Mac-Mahon, quelques modifications dans le personnel de l'administration départementale et évoqua souvent l'intention du gouvernement de laisser plus de liberté dans les élections et sur la nomination de certains maires. Le 11 juillet 1876, lors du débat sur le mode de nomination des maires, il s’oppose à Léon Gambetta. Marcère défend la position conservatrice, celle de la nomination par le gouvernement, héritée du Second Empire. Son argument consiste à expliquer que les conseils municipaux ne sont pas encore entièrement acquis à la cause de la République. Léon Gambetta, quant à lui, juge ce procédé incompatible avec un régime républicain. Lors du vote, l’Assemblée soutient Marcère. Léon Gambetta, ayant voté contre, lui aurait alors dit : « Vous l'avez emporté, mais c'est une victoire à la Pyrrhus, et vous vous en souviendrez ! »

#### De l'opposition aux monarchistes à la crise du 16 mai 1877
Pour un article plus général, voir Crise du 16 mai 1877.
En butte aux attaques des monarchistes pour ses idées républicaines, il doit donner avec le gouvernement dont il fait partie sa démission en décembre 1876. Jules Simon succède à Jules Dufaure comme président du Conseil. Il devient alors président du parti de Centre gauche à l'Assemblée et remet en avant ses idées républicaines. En ralliant les Républicains à sa cause, de Philippe Devoucoux à Louis Blanc, il obtient la dissolution de la Chambre, à la suite de l'ordre du jour de défiance qui est voté par le célèbre manifeste des 363 et qui demande le 19 juin 1877 la démission du gouvernement d’Albert de Broglie formé le 17 mai « contrairement à la loi des majorités ».
Marcère parvient à se faire réélire le 14 octobre 1877 dans sa circonscription d'Avesnes. Nommé au comité directeur des gauches (comité des dix-huit), il forme, le 15 novembre 1877 une commission d'enquête parlementaire sur les agissements de l'administration née de la crise du 16 mai 1877. Devant la formation d'un nouveau gouvernement présidé par Gaétan de Rochebouët, franchement antiparlementaire, et dont les membres sont choisis en dehors de la majorité parlementaire, Marcère dépose une motion par 315 voix contre 204 dans laquelle la Chambre déclare refuser d'entrer en rapport avec lui et se décider à « ne reconnaître qu'un ministère formé selon les règles parlementaires et respectueux des droits du suffrage universel ».

#### Mac Mahon se soumet, Marcère revient aux affaires
Le maréchal de Mac Mahon, pliant devant l'attaque, se soumet et accepte de modifier sa politique, Marcère revient aux affaires le 13 décembre 1877 avec le portefeuille de l'Intérieur dans le nouveau cabinet Dufaure. Il remplace, dès le 18 décembre, 83 préfets installés par le gouvernement d'Albert de Broglie en mai 1877 et montre un esprit très libéral pour toutes les élections en modifiant notamment le personnel des maires, dans un sens républicain. Il nomme ainsi un jeune sous-préfet, Paul Deschanel, qui a été son secrétaire au ministère de l’Intérieur et qui deviendra président de la République. Il déclare à cette occasion qu'il ira « non jusqu'au bout de la légalité, mais jusqu'au bout de la liberté. »

#### Scandale à la Préfecture de police et démission
Il conserve son portefeuille dans le cabinet de William Henry Waddington (4 février 1879) mais doit démissionner, le 3 mars 1879, à la suite d'un scandale à la préfecture de police dévoilé par le journal La Lanterne, au sujet d'abus graves commis par la police. Marcère est en réalité soupçonné d'avoir couvert les agissements du Préfet de police, Albert Gigot, et ne pas avoir procédé à l'épuration des cadres de la Préfecture de police hérités du Second Empire. Interpellé par le radical Georges Clemenceau qui le somme de s'expliquer, il défend le même jour, à la tribune, la nécessité d'une police politique pour protéger la République de ceux qui ont encore l'espoir de la renverser : 

« Est-ce qu'il n'y a plus de partis adversaires de la République ? Certes ces partis sont impuissants, ils le savent bien, mais vous admettrez bien avec moi qu'il est utile qu'on les surveille et qu'on sache ce qu'ils font. »

En réalité, Marcère fait les frais de pressions exercées par Léon Gambetta, qui juge le gouvernement trop ressemblant à ceux de la monarchie de Juillet, en particulier dans ses aspects les plus conservateurs et autoritaires. Ne trouvant aucun appui dans les rangs du gouvernement et de l'assemblée, Marcère présente sa démission. Il est alors remplacé par Charles Lepère, précédemment ministre de l'Agriculture et du commerce. Cette chute devait entraîner le déclin du centre gauche, qui tenait le gouvernement depuis février 1876, et amorce l'avènement de la Gauche républicaine de Jules Grévy et Jules Ferry.

#### Activités parlementaires
En parallèle, il ne cesse ses travaux parlementaires. En février 1881, il est rapporteur en faveur du projet de rétablissement du divorce. Il appuie également les projets de loi sur les délits de presse et de colportage. Réélu député le 21 août 1881, il dirige un temps le journal Le Soir (1882). En 1882, il est rapporteur du projet d'organisation municipale. Il ne délaisse pas non plus la vie mondaine. Fréquentant le cercle de Juliette Adam, il estime que son salon « fut le centre du mouvement politique qui se produisait à Paris et dans les groupes parlementaires et son influence se fit sentir soit dans les délibérations de l'assemblée et des Chambres, soit dans la composition des ministères ».

### Sénateur à vie

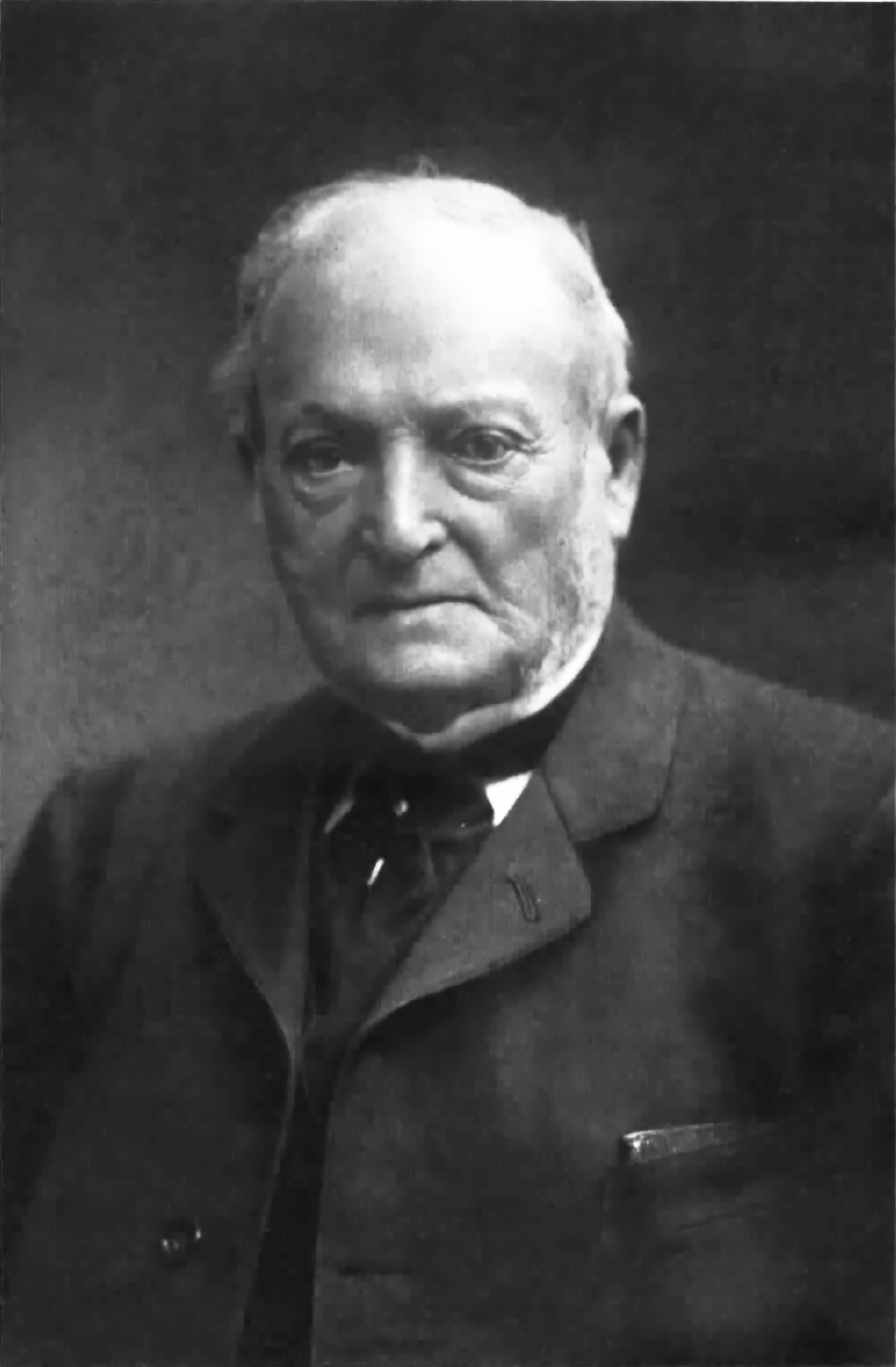
Portrait dans son autobiographie Souvenirs d'un témoin, vision d'un siècle (1914).

Marcère est élu sénateur inamovible le 28 février 1884, à la mort de Gauthier de Rumilly, par 130 voix sur 167. Il devient le président du Centre gauche à la Chambre haute et poursuit la même ligne politique qu'à l'Assemblée Nationale. Il rapporte le projet d'augmentation du nombre des conseillers généraux. Farouche défenseur des idées républicaines, il vote toutefois contre l'expulsion des princes. Le 13 février 1889, il soutient le rétablissement du scrutin d'arrondissement. Le 12 avril 1889, il est élu le 6e, par 187 voix, membre de la commission sénatoriale des Neuf, chargée de l'instruction et de la mise en accusation du général Boulanger devant la Haute Cour de justice. Parallèlement, il fonde, la même année, un nouveau parti, « l'Union libérale » qui a pour but de moderniser le vieux Centre gauche. Le 13 novembre 1897, il préside une commission extraparlementaire chargée de « rechercher les moyens propres à assurer une surveillance plus étroite des vagabonds et gens sans aveu, et à faciliter la découverte des auteurs de crimes et délits ». En 1899, en plein cœur de l'affaire Dreyfus, il prend la décision de rompre avec le « consensus républicain » et propose, dans la mouvance idéologique de la Ligue de la patrie française, une révision de la Constitution de 1875 qu'il avait pourtant contribué à rédiger. Comme de nombreux hommes politiques de son temps, Marcère ne reste pas étranger au monde des Affaires ; il est président du Conseil d'administration de la Compagnie des mines de Béthune et administrateur du Crédit foncier. Il siège au Sénat jusqu'à sa mort en 1918. Il est, à ce titre, le dernier sénateur inamovible. Il repose dans l'enclos funéraire de la famille de Marcère au cimetière de Banvou (Orne).

### Antimaçon

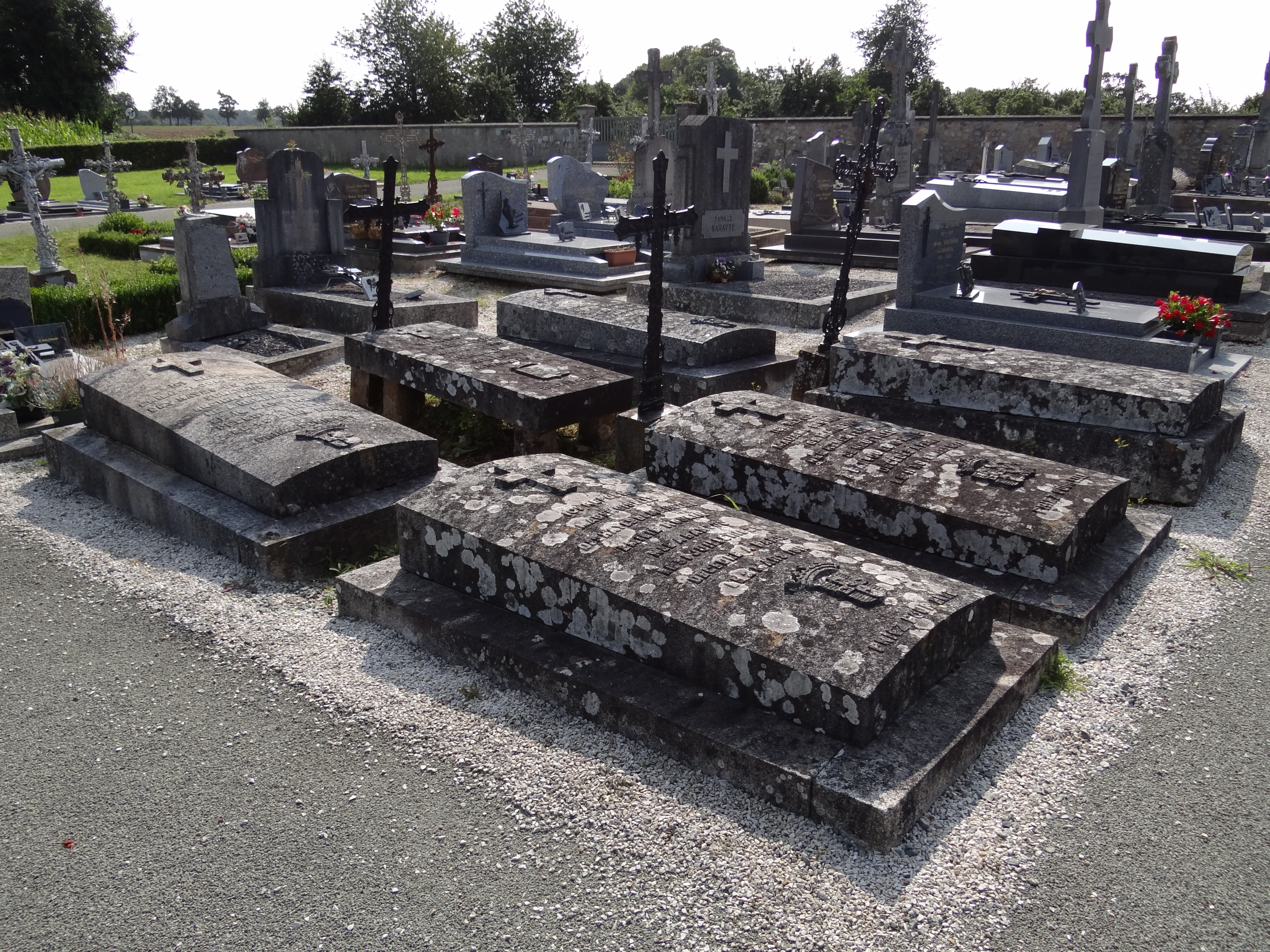
Vue de l'enclos funéraire de la famille de Marcère où se trouve la tombe d'Émile de Marcère au cimetière de Banvou (Orne).

Il est un des fondateurs du Comité antimaçonnique de Paris, qui se transforme, en 1904, en Association antimaçonnique de France. Dans son Histoire de la République, Marcère se montre indulgent envers Mac Mahon, dont il minimise l'opposition aux Républicains en accusant l'influence de son entourage, admire le royaliste Albert de Mun, et ne cache pas son aversion pour le républicain Gambetta. Il publie, en 1914, un ouvrage historique, Vision d'un siècle, rassemblant ses opinions sur l'évolution politique de la France au XIXe siècle, ouvrage défendant sa vision d'une république libérale, conservatrice et favorable à la religion catholique, et professant des opinions antimaçonniques et antisémites, déjà très présentes dans son Histoire de la République, publiée de 1904 à 1910 : 

« Telle était déjà à cette époque l'action de la Franc-Maçonnerie, qui sut tourner à l'avantage de son œuvre de ténèbres la notion si chère aux Français de la liberté [...] Les ennemis de notre race, qui tendent à la détruire dans ses éléments essentiels [...] ont travaillé dans l'ombre. »

— L'Assemblée nationale de 1871, t. II, p. 174

## Détail des mandats et fonctions

### Au gouvernement
- 11 mars 1876 - 14 mai 1876 : sous-secrétaire d'État à l'Intérieur, dans le gouvernement Jules Dufaure (4).
- 15 mai 1876 - 12 décembre 1876 : ministre de l'Intérieur, dans le gouvernement Jules Dufaure (4).
- 13 décembre 1877 - 3 février 1879 : ministre de l'Intérieur, dans le gouvernement Jules Dufaure (5).
- 4 février 1879 - 3 mars 1879 : ministre de l'Intérieur et des Cultes dans le gouvernement William Henry Waddington.

### Au Parlement
- 1871 : député du Nord dans la circonscription d'Avesnes.
- 1876 : député du Nord dans la circonscription d'Avesnes.
- 1877 : député du Nord dans la circonscription d'Avesnes.
- 1884 : sénateur inamovible.

### Au niveau local
- 1892-1910 : maire de Messei.

### Vie privée et familiale
Il était marié à Charlotte-Louise Simmonneau de Songois (1839-1870), avec qui il a eu quatre enfants :
- Édouard-Louis-Yves (né le 18 novembre 1858 à Arras, mort en décembre 1943), haut fonctionnaire, attaché au Ministère de l'intérieur (1878-1879), chef de cabinet du préfet de la Loire-Inférieure (1882), sous-préfet de Vire (1885), secrétaire général de la préfecture de l'Hérault (1887), puis d'Ille-et-Vilaine (1890), sous-préfet d'Abbeville (1891), préfet de l'Yonne (1896) et de l'Aube (1898), trésorier-payeur général de la Haute-Saône (1900) puis à la perception du XVe arrondissement de Paris (1900) et du XVIIIe arrondissement (1901), maire de Messei. Épouse Marie Flament. Il est l'auteur de plusieurs ouvrages historiques[25]; sa fille, Odette de Marcère, meurt accidentellement, en 1968, sans postérité.
- Yvonne-Joséphie-Marie (1860-1920), propriétaire, sans alliance ;
- Gabrielle, morte enfant ;
- Renée-Émilie-Alexandrine (1866-1945) épouse Georges-Albert Christophle, le fils du député de l'Orne et ancien ministre des Travaux Publics Albert Christophle[26].

## Résidence

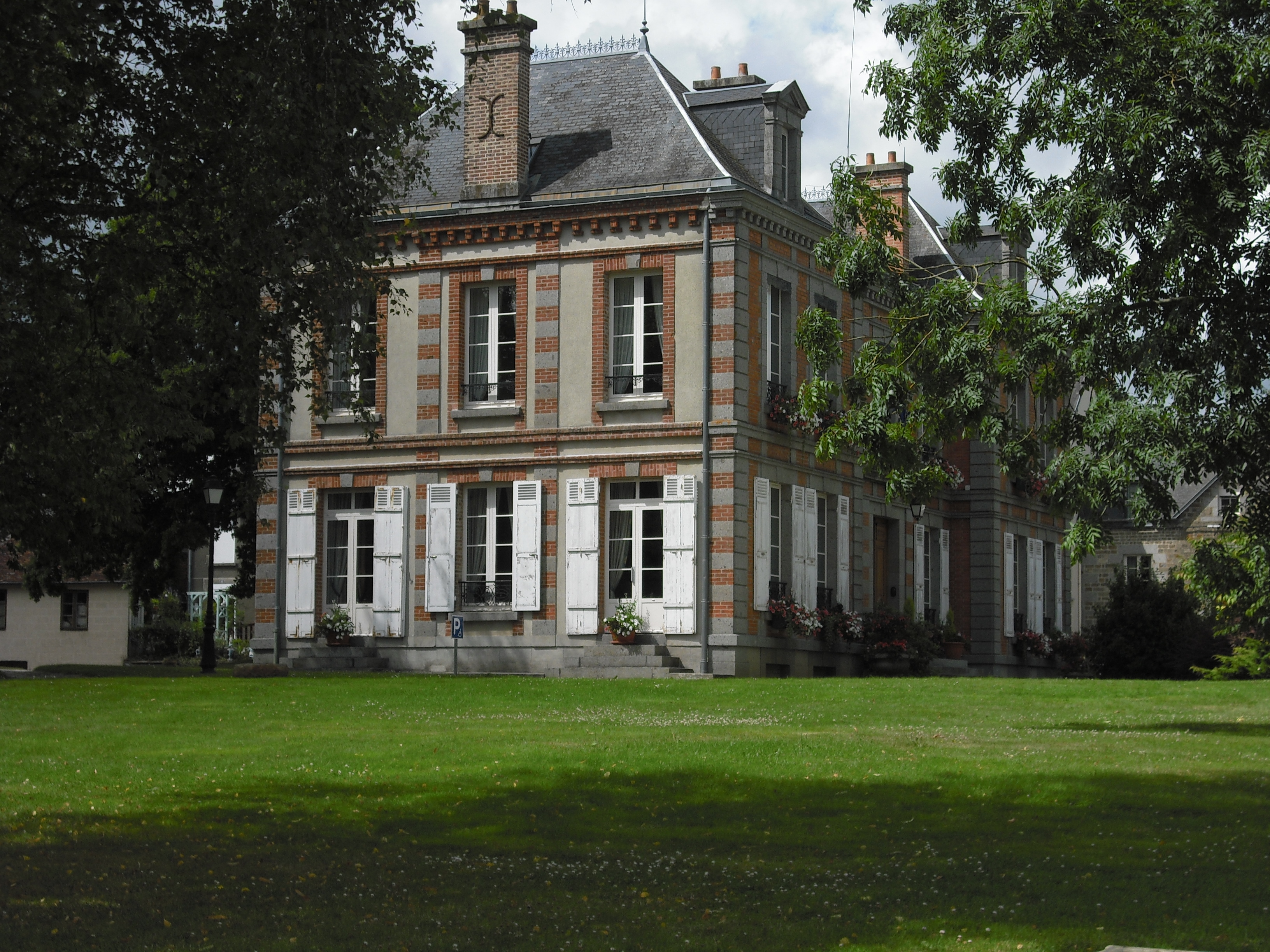
Château d'Emile de Marcère à Messei.

- En 1910, Emile de Marcère résidait au no 25 de la rue Montaigne, dans le 8e arrondissement de Paris.
- Son château, dit Le Logis, résidence d'été, à Messei, dans l'Orne.

## Décorations
- Officier de l'Instruction publique
- Grand-croix de l'ordre de Charles III[27].

## Publications

### Monographies
- Politique d'un provincial, lettres d'un oncle à son neveu[28], Charles Douniol libraire éditeur, Paris, 1869, 410 p.
- La République et les conservateurs, E. Lachaud, Paris, 1871, 110 p. lire en ligne sur Gallica
- Entretiens et souvenirs politiques...[I. 1892-1893 ; II. 1893-1894], Société des écrivains français, 2 vol. in-18, Paris, 1894.
- L'Assemblée nationale de 1871 : I. Gouvernement de M. Thiers - II. La Présidence du maréchal de Mac-Mahon, Paris, Plon, Nourrit et Cie, 1904-1907, 270 p., 2 vol. (lire en ligne sur Gallica).
- Histoire de la République, de 1876 à 1879…, Plon-Nourrit et Cie, 2 vol. in-16, Paris, 1908-1910, 288 p., « Histoire de la république de 1876 à 1879 : 1. De la fin de l'Assemblée nationale au 16 mai 1877 », « 2. Le Seize mai et la fin du septennat ».
- Vision d’un siècle : Souvenirs d’un témoin, Paris, Plon, 1914, 302 p. (lire en ligne sur Gallica).

### Articles
- « Le Cardinal de Bonnechose et la société contemporaine », Paris, Nouvelle Revue, 1887, 56 p.
- « La Constitution de 1875 », Paris, Nouvelle Revue Françaisev, 1888, 45 p.
- « La Question religieuse », Paris, Nouvelle Revue, 1891, 33 p.
- « La Constitution et la constituante : lettre à M. Marcel Fournier », Paris, Revue politique et parlementaire, 1899, 23 p.

### Lettres, discours et conférences
- Lettre aux électeurs à l'occasion des élections pour la Constituante, Douai, impr. de Vve Céret-Carpentier, 1871, 28 p. (lire en ligne sur Gallica).
- Lettre aux électeurs, Flers, Folloppe, 1873, 31 p. (lire en ligne sur Gallica).
- Discours : deuxième délibération sur le projet de loi électorale : à l'Assemblée Nationale, le 8 novembre 1875 / prononcé par M. de Marcère, Paris, Publications législatives (libr.), Wittersheim et Cie, 1875, 39 p.
- Discours prononcé à Maubeuge : 26 octobre 1879, Paris, Dupont, 1879, 43 p.
- Lettre de M. de Marcère, L'Écho du Nord, 8 août 1879.
- Conférence au profit de la ligue contre l'athéisme, le 25 avril 1889 : De l'idéal et de la politique, Paris, Mouillot, 1889, 13 p.
- Discours prononcé dans la discussion du projet de loi sur les dépenses ordinaires de l'instruction primaire publique et les traitements du personnel de ce service, Paris, Mouillot, 1889, 19 p.
- Discours prononcé au Sénat le 9 décembre 1891, Paris, Mouillot, 1891, 20 p.
- Discours, Paris, Dupont, s.d., 24 p.
- Discours prononcé aux assises de « la Pomme » : à Honfleur le 7 août 1898, Flers, Lévesque, 1898, 10 p.
- Discours : Distribution des prix du Lycée d'Alençon 1898-1899, Flers, Lévesque, 1899, 12 p.
- Assemblée générale de « La Patrie française » : discours du 17 avril 1905, Paris, s.n., 1905, 32 p.

### Travaux universitaires
- Des actes juridiques entre époux, Thèse : Université de Caen, 1849.

## Archives
- Une partie importante des archives de la famille de Marcère sont présentes au service des Archives du Pays de Flers (Orne). Près de 12 ms. sont conservés sous la cote 42 S. Ce fonds rassemble des papiers familiaux portant sur la région de Banvou, où il repose, les activités politiques et littéraires d'Émile de Marcère et de son fils Edouard (1858-1943), préfet et conseiller général. Un répertoire est disponible. Consultation sur place.
- Des correspondances personnelles d'Émile de Marcère sont conservées aux Archives nationales, site de Pierrefitte-sur-Seine, sous la cote 619AP : Inventaire du fonds.

#### Marcère par ses contemporains
- Juliette Adam, Après l'abandon de la revanche, Paris, A. Lemerre, 1910, 501 p.
- C.-E. Curinier (Dir.), Dictionnaire national des contemporains : contenant les notices des membres de l'Institut de France, du gouvernement et du parlement français, de l'Académie de médecine..., Tome 1er, 1899-1919, Paris, Office général d'éd. de librairie et d'impr.
- Charles de Freycinet, Souvenirs 1848-1878, vol. 1, chap. XII, « Le 16 mai - La Dissolution », Delagrave, 1912.
- Emile Lenoël, Lettres politiques. M. de Marcère et ses opinions en 1868, 1876, Saint-Lô, Imp. de C. Jean Delamare.
- Adolphe Ponet, Le catéchisme du "factieux" : selon la formule Ricard-Marcère, Lyon, Bibliothèque conservatrice, 1876, 32 p.
- Charles-Claude-Philibert-Nicolas Pernolet, La représentation proportionnelle : lettre à M. de Marcère, Paris, Blot et fils aîné, 1877, 32 p.
- « Émile de Marcère », dans Adolphe Robert et Gaston Cougny, Dictionnaire des parlementaires français, Edgar Bourloton, 1889-1891 [détail de l’édition]
- Voyage à la recherche de la prospérité... républicaine ; suivi de la Marcériana (2e édition) : par l'indiscret, Amyot, Paris, 1880, 88 p.

#### Marcère par les historiens actuels
- Jean-Marc Berlière, Le Monde des polices en France, Éditions complexe, 1999, 275 p.
- Jean-Marc Berlière et Marie Vogel, « Aux origines de la police politique républicaine », Criminocorpus, revue hypermédia [En ligne], Histoire de la police, Articles, mis en ligne le 01 janvier 2008, consulté le 27 octobre 2011. URL : http://criminocorpus.revues.org/257
- Jean Garrigues, Léon Say et le Centre gauche 1871-1896. La grande bourgeoisie libérale dans les débuts de la Troisième République, Thèse de doctorat « nouveau régime », université de Paris X - Nanterre, janvier 1993, 3 vol. 1253 + 80 p. d'annexes.
- Jean-Louis Goglin, Messei : Un regard sur son passé. Le conseil municipal raconte, R.C.P. Coulon éditions, 2011, 169 p.
- Odette Hardy-Hémery, L'Envers d'une fusillade : Fourmies, 1er mai 1891 : Un patron face à la grève, L'Harmattan, 2000, 202 p.
- Anne Martin-Fugier, Les Salons de la IIIe République : Art, littérature, politique, Perrin, 2003, 378 p.
- Bernard Menager, « Marcère Émile Deshayes de 1828-1918 », dans Jean-Marie Mayeur et Alain Corbin (dir.), Les immortels du Sénat, 1875-1918 : les cent seize inamovibles de la Troisième République, Paris, Publications de la Sorbonne, coll. « Histoire de la France aux XIXe et XXe siècles » (no 37), 1995, 512 p. (ISBN 2-85944-273-1, lire en ligne), p. 418-420.
- Francis Przybyla, Les Parlementaires du Nord et leur activité législative au début de la Troisième République (1881-1889), Thèse de doctorat, Université Charles de Gaulle - Lille III, décembre 2004, 5 vol., 1036 p.
- Francis Przybyla, Le Blé, le Sucre et le Charbon. Les parlementaires du Nord et leur action (1881-1889), Presses Univ. Septentrion, 2007, 448p. + dépliant
- Guillaume Sacriste, "Sur quelques implications politiques de la méthode du droit constitutionnel à la fin du XIXe siècle". Revue d'Histoire des Sciences Humaines, vol.1, no 4, Presses Universitaires du Septentrion, 2001, p. 69-94. Disponible sur : http://www.cairn.info/load_pdf.php?ID_ARTICLE=RHSH_004_0069 [dernière consultation le 27/10/2011].
- Benoît Yvert (Dir.), Dictionnaire des ministres (1789-1989), Paris, Perrin, 1989, p. 533.